# Mazgirt
Mazgirt là một huyện thuộc tỉnh Tunceli, Thổ Nhĩ Kỳ. Huyện có diện tích 674 km² và dân số thời điểm năm 2007 là 10059 người, mật độ 15 người/km².